# 682

## Догађаји
- Визиготски краљ Ервиг наставља прогон Јевреја у Шпанији. Он чини незаконитим практиковање било каквих јеврејских обреда  и врши притисак на конверзију или емиграцију преосталих Јевреја.
- Гистемар постаје градоначелник палате у Неустрији и Бургундији, након што је свргнуо свог оца Варата. Он поништава мировни споразум са Аустразијом, потписан са Пепином од Херстала у Намуру.
- Западни Саси, предвођени краљем Кентвајном, терају Британце из Думноније (Западне земље) до мора .
- Бридеј III, краљ Пикта, води насилну кампању против Оркнеја.
- Снаге муслиманског Омајадског калифата предвођене Укбом ибн Нафијем прегазиле су јужну обалу Средоземног мора. Он заузима градове Триполи и Картагину, последње византијске базе у Африци. Године 682. или 683. Омајади су упали у заседу у бици код Весцере код Бискре (савремени Алжир) од стране романо-бербера краља Цецилија и њихових византијских савезника из Егзархата Картагине. Укба ибн Нафи је убијен, а његова војска евакуише град Каируан у Тунису и повлачи се у Барку.
- Због кулминације великих суша, поплава, пошасти скакаваца и епидемија, распрострањена глад избија у двоструким кинеским главним градовима Чанган (примарни главни град) и Луоианг (секундарни главни град). Недостатак хране доводи цену жита до невиђених висина, окончавајући некада просперитетну еру под царевима Таизонгом и Гаозонгом.
- Цар Тенму издаје декрет којим се забрањује поделу чинова и одеће у јапанском стилу и мењају их у кинеске. Такође доноси декрет којим се мушкарцима забрањује да носе хеланке, а женама да спуштају косу на леђа. Од тог времена почиње пракса да жене јашу на коњу као мушкарци. Он издаје едикт којим прописује карактер церемонија и језик који ће се користити приликом церемоније. Церемонијално клечање и пузање су укинути, а практикује се церемонијални обичај стајања на двору Танг.
- 3. јануар – Венера окултује Јупитер.
- 17. август – Папа Лав II наследио је папу Агатија као 80. римски епископ, након периода упражњености од годину и 7 месеци.